# Bảo kê
Bảo kê là hành vi bảo đảm có tính bất hợp pháp của một thế lực cho những hoạt động trái pháp luật hay ít nhiều mang tính không hợp pháp.
Hầu hết các hoạt động kiếm tiền, kinh doanh đặc biệt như nhà nghỉ, vũ trường, karaoke, massage, bia ôm đều được bảo kê. Khi có một vụ án nào đó của các hoạt động này, việc đầu tiên mà các lực lượng cảnh sát cần khám phá thường là tìm ra các đối tượng đã bảo kê cho hoạt động.
Với các hoạt động hoàn toàn bất hợp pháp, việc bảo kê là đương nhiên. Các vụ án băng đảng lộng hành còn cho thấy có cả các quan chức dính vào việc bảo kê cho các hoạt động phi pháp đó. (Trường hợp vụ án Đồi Hoa Mai là một điển hình).